# Canens (mitologia rzymska)
Canens – w mitologii rzymskiej personifikacja śpiewu.
Była nimfą z Lacjum, córką Janusa i żoną króla Pikusa. Gdy Kirke zamieniła Pikusa w dzięcioła, Canens wyruszyła na poszukiwanie go. Po sześciu dniach i nocach padła wyczerpana nad brzegiem Tybru. Tam zaśpiewała i rozpłynęła się w powietrzu.